# 1928 год
1928 (ты́сяча девятьсо́т два́дцать восьмо́й) год  по григорианскому календарю — високосный год, начинающийся в воскресенье. Это 1928 год нашей эры, 8‑й год 3‑го десятилетия XX века 2‑го тысячелетия, 9‑й год 1920‑х годов. Он закончился 97 лет назад.
| Пн | Вт | Ср | Чт | Пт | Сб | Вс |
|    |    |    |    |    |    | 1  |
| 2  | 3  | 4  | 5  | 6  | 7  | 8  |
| 9  | 10 | 11 | 12 | 13 | 14 | 15 |
| 16 | 17 | 18 | 19 | 20 | 21 | 22 |
| 23 | 24 | 25 | 26 | 27 | 28 | 29 |
| 30 | 31 |    |    |    |    |    |

| Пн | Вт | Ср | Чт | Пт | Сб | Вс |
|    |    | 1  | 2  | 3  | 4  | 5  |
| 6  | 7  | 8  | 9  | 10 | 11 | 12 |
| 13 | 14 | 15 | 16 | 17 | 18 | 19 |
| 20 | 21 | 22 | 23 | 24 | 25 | 26 |
| 27 | 28 | 29 |    |    |    |    |

| Пн | Вт | Ср | Чт | Пт | Сб | Вс |
|    |    |    | 1  | 2  | 3  | 4  |
| 5  | 6  | 7  | 8  | 9  | 10 | 11 |
| 12 | 13 | 14 | 15 | 16 | 17 | 18 |
| 19 | 20 | 21 | 22 | 23 | 24 | 25 |
| 26 | 27 | 28 | 29 | 30 | 31 |    |

| Пн | Вт | Ср | Чт | Пт | Сб | Вс |
|    |    |    |    |    |    | 1  |
| 2  | 3  | 4  | 5  | 6  | 7  | 8  |
| 9  | 10 | 11 | 12 | 13 | 14 | 15 |
| 16 | 17 | 18 | 19 | 20 | 21 | 22 |
| 23 | 24 | 25 | 26 | 27 | 28 | 29 |
| 30 |    |    |    |    |    |    |

| Пн | Вт | Ср | Чт | Пт | Сб | Вс |
|    | 1  | 2  | 3  | 4  | 5  | 6  |
| 7  | 8  | 9  | 10 | 11 | 12 | 13 |
| 14 | 15 | 16 | 17 | 18 | 19 | 20 |
| 21 | 22 | 23 | 24 | 25 | 26 | 27 |
| 28 | 29 | 30 | 31 |    |    |    |

| Пн | Вт | Ср | Чт | Пт | Сб | Вс |
|    |    |    |    | 1  | 2  | 3  |
| 4  | 5  | 6  | 7  | 8  | 9  | 10 |
| 11 | 12 | 13 | 14 | 15 | 16 | 17 |
| 18 | 19 | 20 | 21 | 22 | 23 | 24 |
| 25 | 26 | 27 | 28 | 29 | 30 |    |

| Пн | Вт | Ср | Чт | Пт | Сб | Вс |
|    |    |    |    |    |    | 1  |
| 2  | 3  | 4  | 5  | 6  | 7  | 8  |
| 9  | 10 | 11 | 12 | 13 | 14 | 15 |
| 16 | 17 | 18 | 19 | 20 | 21 | 22 |
| 23 | 24 | 25 | 26 | 27 | 28 | 29 |
| 30 | 31 |    |    |    |    |    |

| Пн | Вт | Ср | Чт | Пт | Сб | Вс |
|    |    | 1  | 2  | 3  | 4  | 5  |
| 6  | 7  | 8  | 9  | 10 | 11 | 12 |
| 13 | 14 | 15 | 16 | 17 | 18 | 19 |
| 20 | 21 | 22 | 23 | 24 | 25 | 26 |
| 27 | 28 | 29 | 30 | 31 |    |    |

| Пн | Вт | Ср | Чт | Пт | Сб | Вс |
|    |    |    |    |    | 1  | 2  |
| 3  | 4  | 5  | 6  | 7  | 8  | 9  |
| 10 | 11 | 12 | 13 | 14 | 15 | 16 |
| 17 | 18 | 19 | 20 | 21 | 22 | 23 |
| 24 | 25 | 26 | 27 | 28 | 29 | 30 |

| Пн | Вт | Ср | Чт | Пт | Сб | Вс |
| 1  | 2  | 3  | 4  | 5  | 6  | 7  |
| 8  | 9  | 10 | 11 | 12 | 13 | 14 |
| 15 | 16 | 17 | 18 | 19 | 20 | 21 |
| 22 | 23 | 24 | 25 | 26 | 27 | 28 |
| 29 | 30 | 31 |    |    |    |    |

| Пн | Вт | Ср | Чт | Пт | Сб | Вс |
|    |    |    | 1  | 2  | 3  | 4  |
| 5  | 6  | 7  | 8  | 9  | 10 | 11 |
| 12 | 13 | 14 | 15 | 16 | 17 | 18 |
| 19 | 20 | 21 | 22 | 23 | 24 | 25 |
| 26 | 27 | 28 | 29 | 30 |    |    |

| Пн | Вт | Ср | Чт | Пт | Сб | Вс |
|    |    |    |    |    | 1  | 2  |
| 3  | 4  | 5  | 6  | 7  | 8  | 9  |
| 10 | 11 | 12 | 13 | 14 | 15 | 16 |
| 17 | 18 | 19 | 20 | 21 | 22 | 23 |
| 24 | 25 | 26 | 27 | 28 | 29 | 30 |
| 31 |    |    |    |    |    |    |

## События

### Январь
- 7 января — Первый полёт самолёта У-2 («Кукурузник») конструкции Н. Н. Поликарпова[источник не указан 2413 дней].
- 15 января — 16 января — визит президента США Калвина Кулиджа на Кубу[1].
- 23 января — в Латвии сформировано первое консервативное правительство во главе с Петерисом Юрашевскисом.
- 29 января — Германия и Литовская Республика договариваются о передаче спорного вопроса о Мемеле на рассмотрение третейского суда.

Председатель правительства Латвийской Республики Петерис Юрашевскис

### Февраль
- 1 февраля — начал работу VIII Всесоюзный съезд Союза рабочих кожевенников СССР[2].
- 11 февраля — 19 февраля — II Зимние Олимпийские игры в Санкт — Морице.
- 19 февраля — создана Парагвайская коммунистическая партия[3].
- 20 февраля — в Трансиордании установлено самоуправление под опекой Великобритании.
- 21 февраля — Анандын Амар возглавил правительство МНР.

### Март
- 1 марта — в циркулярном письме «О весенней посевной кампании» И. В. Сталин провозгласил курс на интенсивную коллективизацию.
- 12 марта — Разрушение плотины Сен-Френсис на реке Санта-Клара в США и последующее катастрофическое наводнение становятся причиной гибели свыше 600 человек. Это крупнейшая инженерная катастрофа в истории США.
- 16 марта — Лидер националистической партии ВАФД Мустафа Наххас-паша назначается премьер-министром Египта.
- 17 марта — в Москве открылся IV Конгресс Профинтерна[4].
- 25 марта — Маршал Антониу Оскар ди Кармона избирается президентом Португалии и занимает этот пост до 1951 года.
- 28 марта — Срок обязательной военной службы во Франции уменьшается до одного года и двух дней.

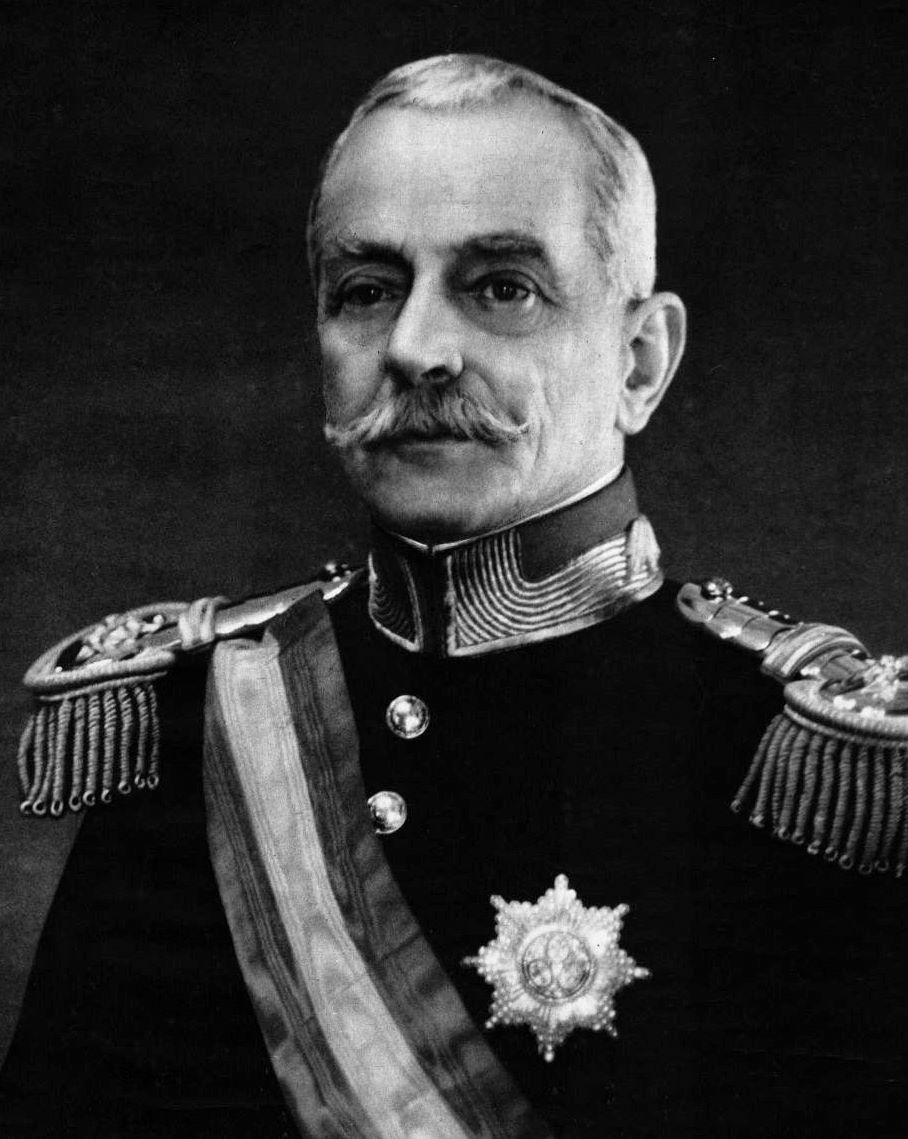
Португальский президент Антониу Ошкар де Кармона

### Апрель
- 5 апреля — состоялся пленум ЦК КП(б) Армении. Г. А. Осепян освобождён от обязанностей первого секретаря ЦК КП(б)А. Первым секретарём ЦК избран А. А. Костанян[5].
- 6 апреля — третейский суд, рассмотревший спор между США и Нидерландами о принадлежности Пальмовых островов, расположенных недалеко от Филиппин, вынес решение о передаче островов Нидерландам.
- 7 апреля — гоминьдановская Национально-революционная армия под предводительством Чан Кайши при поддержке маршала Фэн Юйсяна и генерала Янь Сишаня начала военные действия против армии Фэнтяньской клики.
- 8 апреля — постановлением ВЦИК РПЦ была лишена статуса юридического лица[источник не указан 2413 дней].
- 9 апреля — Великое национальное собрание Турции в ходе принятия поправки к конституции Турции касательно религии ислама отделило государство от религии. Тем самым в Турции ислам перестаёт быть государственной религией.
- 10 апреля — И. В. Сталин на заседании объединённого пленума ЦК и ЦКК ВКП(б) выступил с речью по докладу комиссии Политбюро ЦК ВКП(б) о практических мероприятиях по ликвидации недостатков, обнаруженных в связи с «вредительской деятельностью» руководителей и специалистов угольной промышленности Донбасса.
- 12 апреля — в немецком городе Рюссельсхайме прошли испытания одного из последних достижений западной техники того времени — «автомобиля-ракеты».
- 13 апреля
  - в Локарно государственный секретарь США Фрэнк Биллингс Келлог официально представил проект осуждающего войну договора, проект которого был направлен министрам иностранных дел Великобритании, Германии, Италии и Японии, а также европейским союзникам Франции и в британские доминионы.
  - принято постановление СНК РСФСР о создании единого органа руководства культурой — Главискусства[6].
- 14 апреля — На Международной киновыставке в голландском городе Гааге открылся советский отдел.
- 15 апреля — национальная валюта Королевства Сиам стала официально именоваться батом.
- 18 апреля — в Праге состоялся просмотр фильма советского кинорежиссёра А. П. Довженко «Звенигора».
- 21 апреля — Министр иностранных дел Франции Аристид Бриан предложил проект международного договора, объявляющего войну вне закона.
- 22 апреля — 29 апреля — парламентские выборы во Франции, в результате которых правые партии завоевали 325 мест из 610.
- 27 апреля — в Португалии Антониу ди Салазар стал министром финансов с диктаторскими полномочиями.
- 29 апреля — ультиматум Великобритании вынудил Королевство Египет разрешить свободу собраний.

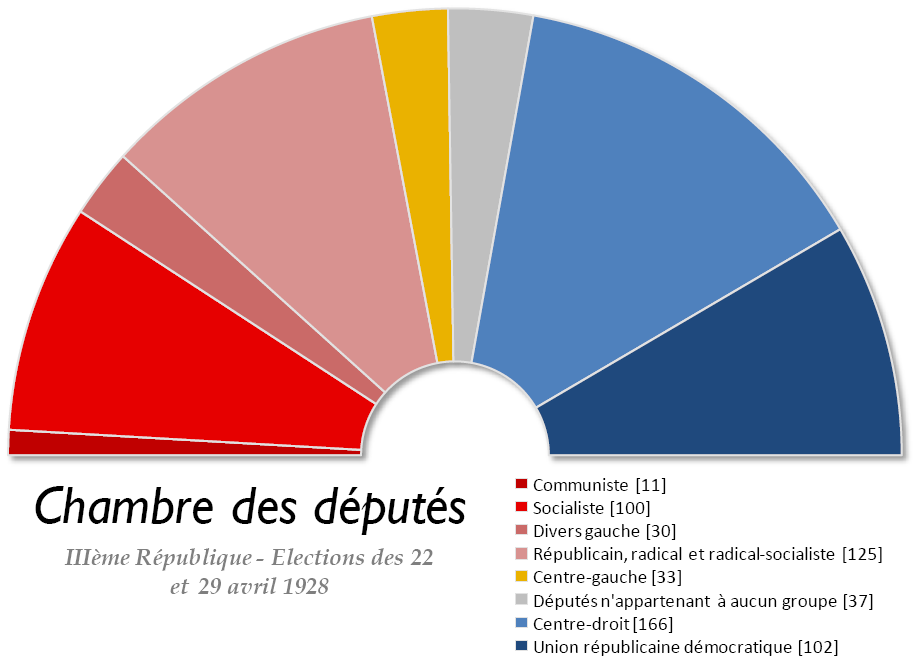
Состав французского парламента после выборов 1928 года.

### Май

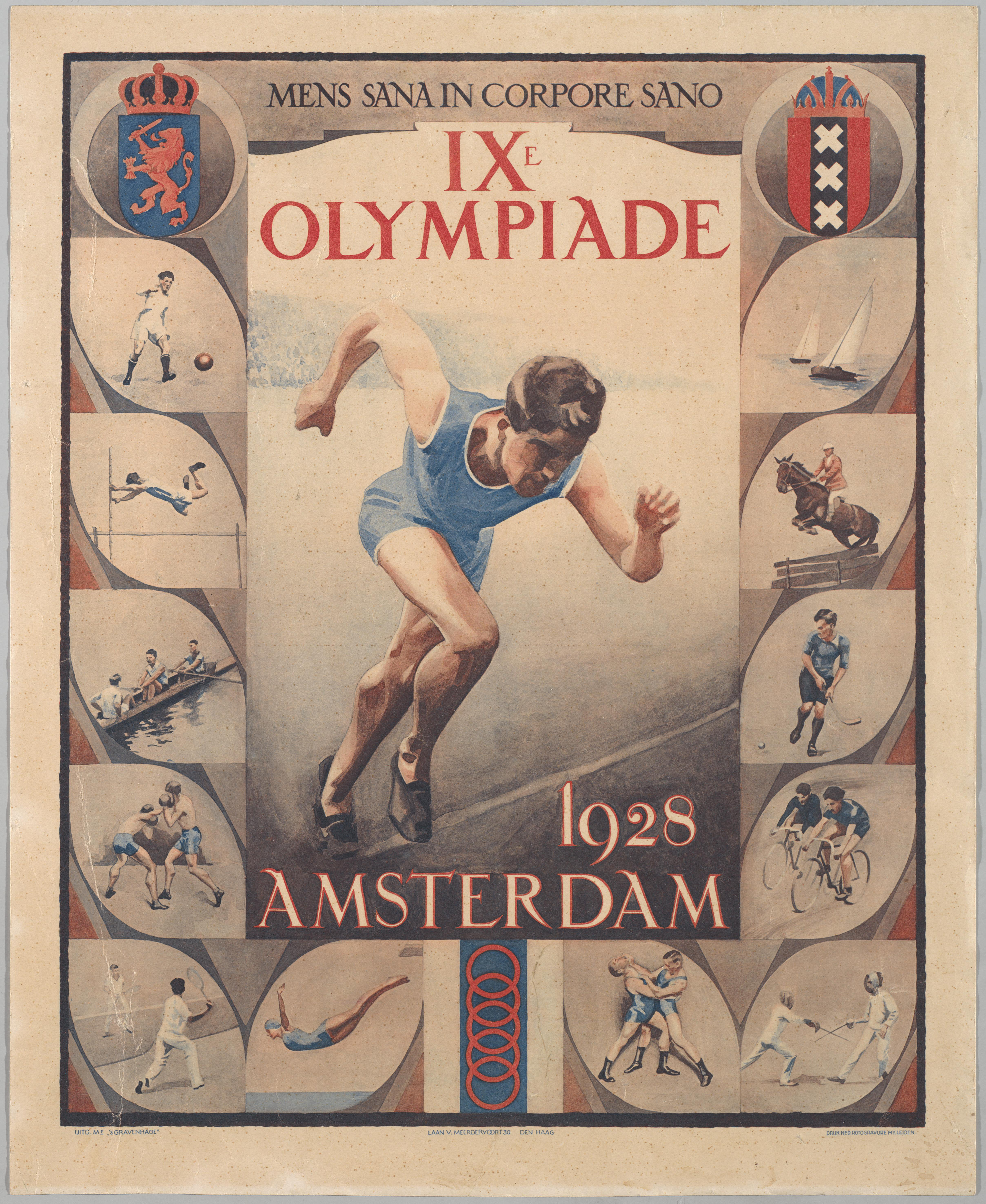
Постер IX летних Олимпийских игр 1928 г.

- 3 мая — После боёв[кит.] между отрядами Гоминьдана и частями японской армии в Цзинани Япония вновь оккупирует часть Шаньдунского полуострова[источник не указан 2413 дней].
- 8 мая — Клето Гонсалес стал президентом Коста — Рики.
- 12 мая — В Королевстве Италии в соответствии с новым законом о выборах число имеющих право голоса уменьшается с 10 до 3 с половиной миллионов человек.
- 14 мая — постановлением ВЦИК были созданы Средне — Волжская область и Центрально — Чернозёмная область.
- 15 мая — на экранах впервые появились известные персонажи Микки Маус и Минни Маус в мультфильме Безумный самолёт.
- 17 мая — 12 августа — IX летние Олимпийские игры (Амстердам, Нидерланды).
- 20 мая — в Германии на парламентских выборах социал-демократы увеличивают число своих представителей со 131 до 154 депутатов и становятся самой крупной фракцией, однако они не имеют абсолютного большинства. Центристы получают 62 места, коммунисты — 54, Национальная партия — 73, Народная партия — 45, национал-социалисты — 12 мест[источник не указан 2413 дней].
- 21 мая — в результате взрыва на речном теплоходе «Лев Толстой» у г. Канев на реке Днепр погибли 19 человек.
- 25 мая — 12 июля — эпопея дирижабля «Италия»: полёт до Северного полюса, катастрофа на обратном пути, поиски и спасение оставшихся в живых членов экипажа советским ледоколом «Красин».
- 29 мая — в Азербайджанской ССР декретом ЦИК АзССР введено всеобщее обязательное начальное обучение[7].

### Июнь

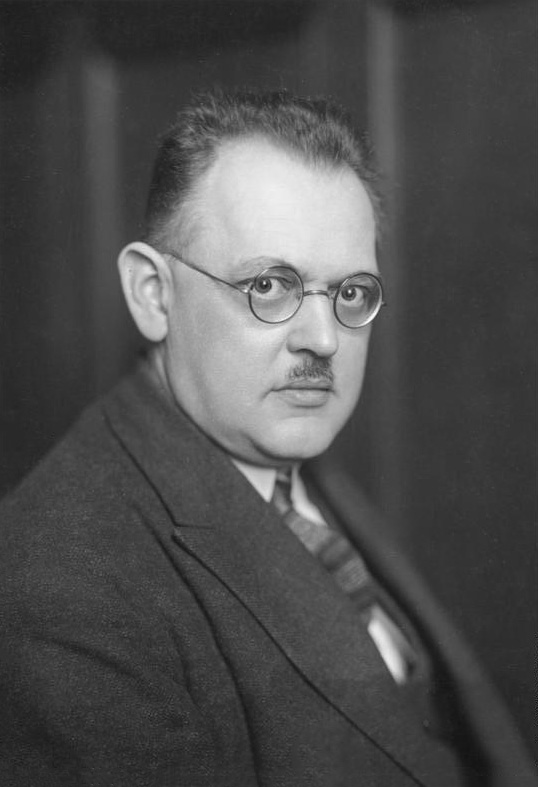
Канцлер Германии Герман Мюллер

- 3 июня — советский радиолюбитель Николай Шмидт из посёлка Вохма Костромской области первым в мире поймал на самодельный приёмник сигнал бедствия от экипажа итальянского дирижабля «Италия» под командованием Умберто Нобиле, потерпевшего катастрофу в Арктике.
- 4 июня — Хуангутуньский инцидент — покушение на лидера Фэнтяньской клики маршала Чжан Цзолиня.
- 8 июня — В Китае отряды союзников Гоминьдана захватывают Пекин, при этом столицей государства остаётся Нанкин.
- 9 июня — В Сирии на Конституционной ассамблее, созванной по инициативе французской администрации, большинство участников представляют националистов.
- 23 июня — Великим Державам рассылается пояснительная нота по поводу Пакта Бриана — Келлога.
- 24 июня — Новая девальвация французского франка.
- 27 июня — в Польше в результате парламентских выборов Казимир Бартель сменил на посту премьер-министра Юзефа Пилсудского, сохранившего за собой в новом правительстве портфель министра обороны.
- 28 июня — Герман Мюллер, представитель социал-демократов, назначен канцлером Германии после отставки правительства Вильгельма Маркса 13 июня.

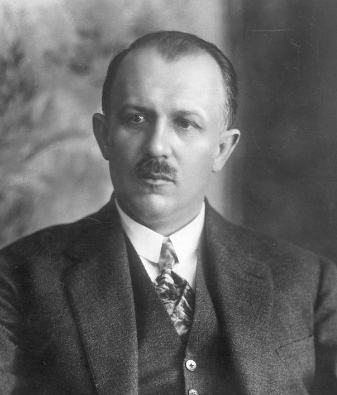
Председатель Совета министров Польши Казимир Бартель

### Июль
- 1 июля — король Сисаванг Вонг ввёл на территории королевства Луанг-Прабанг утверждённые генерал-губернатором Французского Индокитая уголовный, гражданский и процессуальный кодексы для территорий Лаоса[8].
- 3 июля — Элефтериос Венизелос, вернувшись в Грецию в марте этого года, вновь возглавил правительство.
- 4 июля—12 июля — Пленум ЦК ВКП(б), на котором И. В. Сталин выступил с речью «Об индустриализации и хлебной проблеме». «Правые» (Н. И. Бухарин, М. П. Томский, А. И. Рыков) резко критиковали экономическую политику Сталина за отказ от продолжения НЭПа.
- 5 июля — в Великобритании возраст женщины, дающий ей право на участие в голосовании, снижен с 30 лет до 21 года[источник не указан 2413 дней].
- 17 июля — Альваро Обрегон, только что избранный президентом Мексики, убит раньше, чем успел вступить в должность.
- 17 июля — 1 сентября — VI конгресс Коминтерна. Принятие программы Коммунистического Интернационала, разрыв с «правыми элементами», возврат к оборонительной тактике, направленной в первую очередь против социал-демократов.
- 19 июля
  - В Египте король Ахмед Фуад I совершил государственный переворот, распустил парламент и приостановил действие конституции.
  - Китай аннулировал все «несправедливые договоры» с Великими Державами.
- 25 июля — Италия подписала Договор о статусе Танжера, предоставляющего Испании большие полномочия в этом регионе.

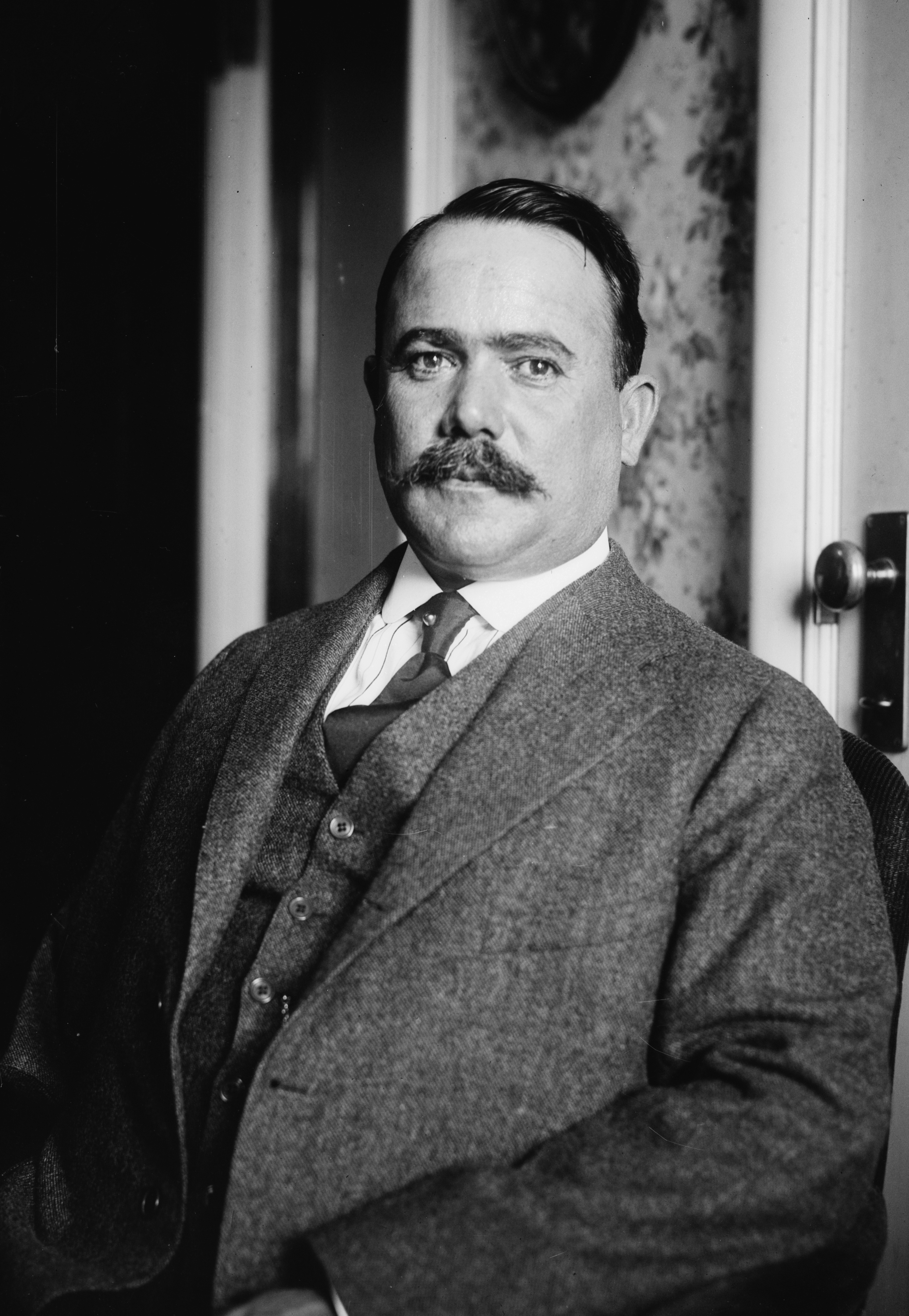
Президент Мексики Альваро Обрегон

### Август

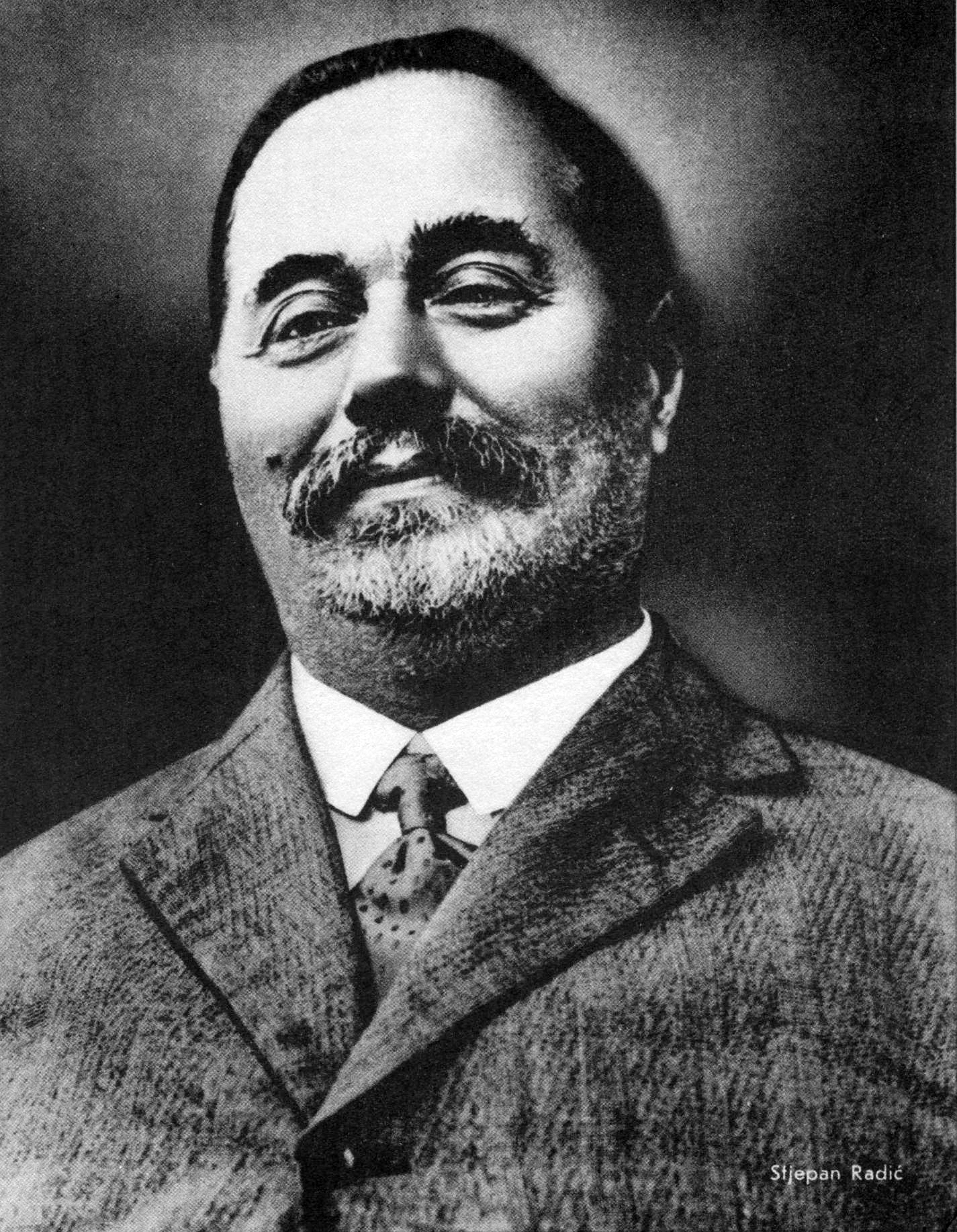
Лидер Хорватской крестьянской партии Степан Радич

- 2 августа — Королевство Италия и Эфиопская империя заключают Договор о дружбе сроком на 20 лет.
- 8 августа
  - хорваты выходят из парламента Королевства сербов, хорватов и словенцев и созывают Ассамблею в Загребе.
  - убийство хорватского общественного и политического деятеля Степана Радича.
- 12 августа — 24 августа — Всесоюзная спартакиада.
- 15 августа — Хосе Гуджари вступил в должность президента Парагвая.
- 19 августа — в Греции на парламентских выборах победу одерживают сторонники Элефтериоса Венизелоса из Либеральной партии.
- 27 августа — в Париже 15-ю государствами подписан Пакт Бриана — Келлога, объявляющий войну вне закона и призывающий к мирному решению споров[9].
- 28 августа — На конференции в Лакхнау представители всех индийских партий голосуют за предоставление Индии статуса доминиона, однако 30 августа радикальные группировки создают Лигу независимости Индии[источник не указан 2413 дней].

### Сентябрь

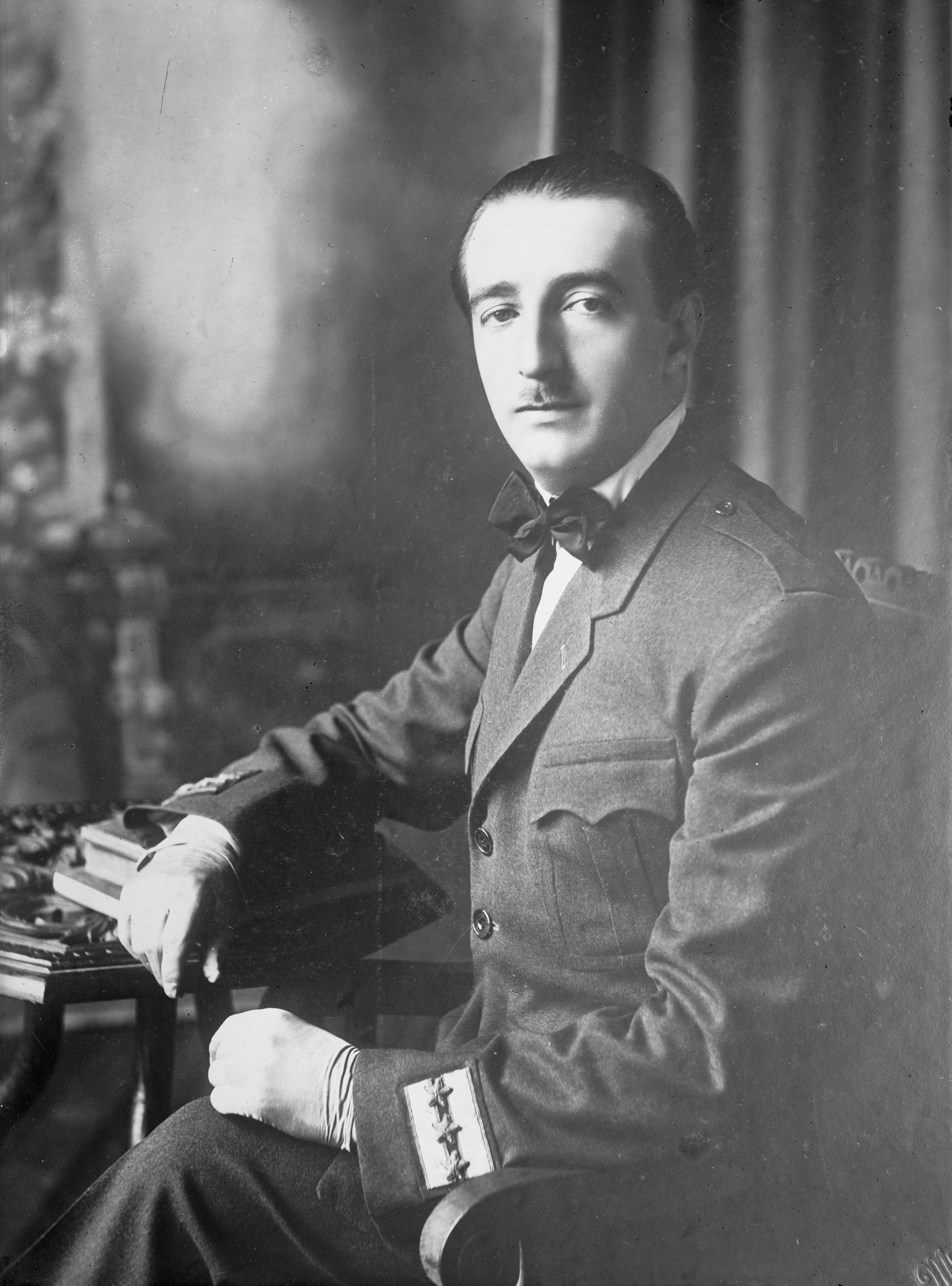
Король Албании Зогу I.

- 1 сентября — Албания провозглашается королевством, Учредительное собрание избирает королём президента Ахмета Зогу[10].
- 6 сентября — СССР присоединился к пакту Бриана — Келлога о разрешении международных противоречий мирным путём[9].
- 10 сентября — в Аргентине палата депутатов голосует за отмену всех нефтяных концессий, однако сенат без слушаний откладывает принятие решения по этому вопросу.
- 11 сентября — Португалия подписывает c ЮАС соглашение о регулировании передвижения и найма рабочей силы в португальских владениях.
- 15 сентября — Александр Флеминг открыл пенициллин.
- 23 сентября — Италия заключает с Грецией договор о дружбе.
- 26 сентября — постановление Ассамблеи Лиги Наций о введении в действие пакта Бриана — Келлога подписано представителями 23 государств.

### Октябрь
- 1 октября

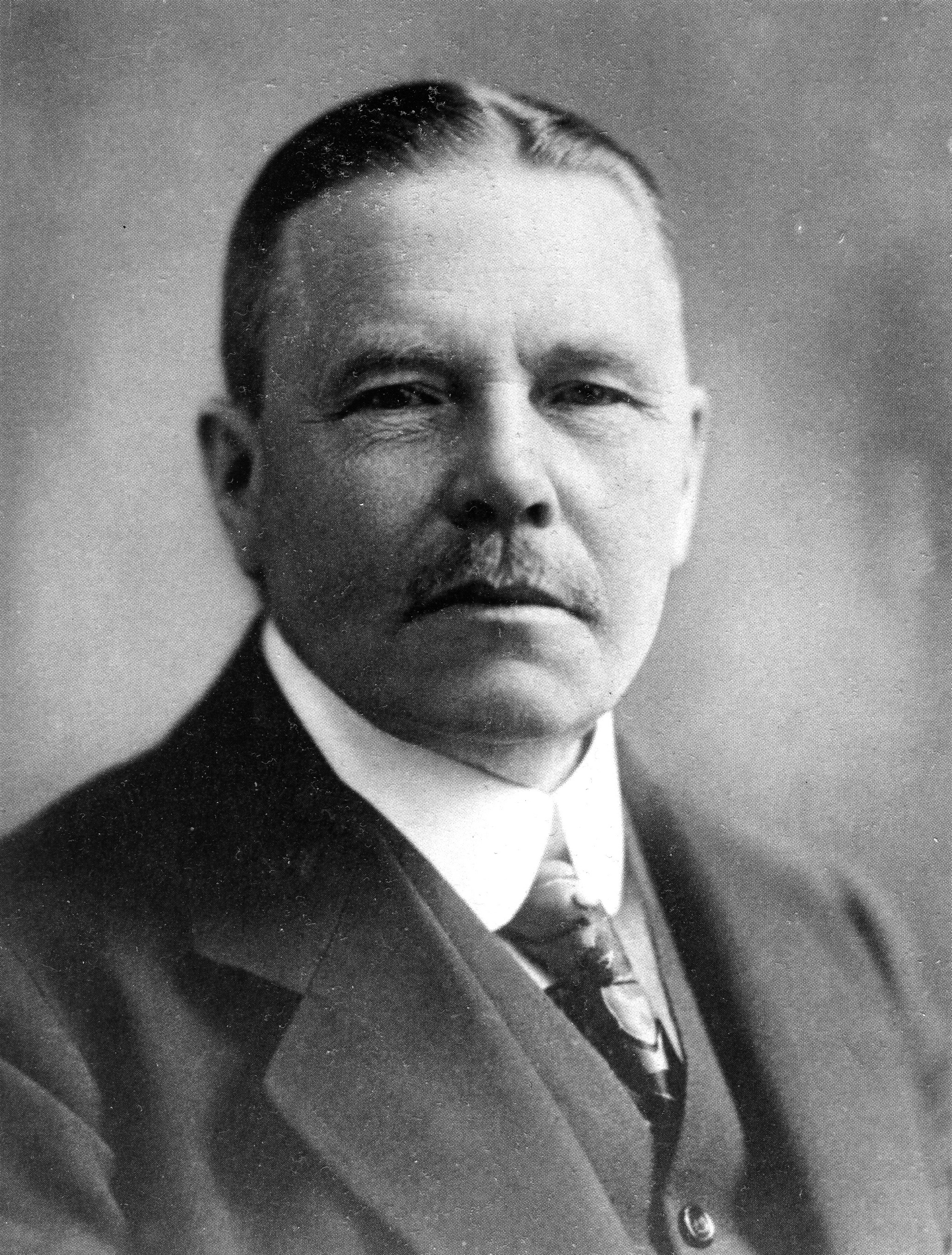
Премьер-министр Швеции Арвид Линдман

  - Сформировано гау NSDAP Швабия, его гауляйтером стал Карл Валь.
  - Официальное начало первой в истории СССР пятилетки, контрольные показатели которой определены весьма произвольно. Абсолютный приоритет отдан развитию тяжёлой индустрии (78 % всех капиталовложений в промышленность); коллективизация должна проводиться медленными темпами (17,5 % обрабатываемых земель), однако на практике она будет резко ускорена.
- 2 октября — В Швеции Арвид Линдман формирует консервативное правительство. На парламентских выборах социал-демократы получают 40 мест, либералы — сторонники «сухого закона» — 28, либералы — 4, консерваторы — 73, Аграрная партия — 27, коммунисты — 8.
- 4 октября — На плебисците в Германии (по 16 октября) население высказывается против запрета на строительство новых линейных кораблей[источник не указан 2413 дней].
- 6 октября — лидер Гоминьдана Чан Кайши избирается президентом Китая.
- 15 октября — Дирижабль «Граф Цеппелин» завершает трансатлантический перелёт из Фридрихсхафена в Нью-Джерси.
- 25 октября — Тан Янкай стал председателем гоминьдановского Нанкинского правительства Китайской республики.

### Ноябрь

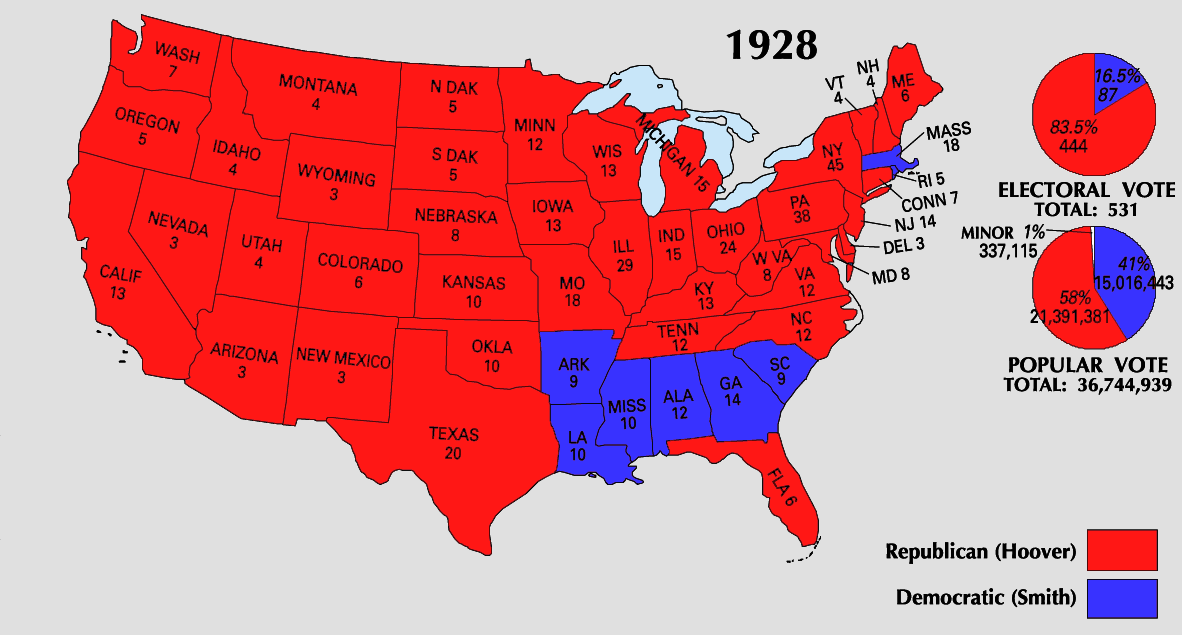
Президентские выборы в США 1928 года.

- 1 ноября — в Турции введён латинский алфавит[11].
- 6 ноября — президентские выборы в США. Победу одержал кандидат от Республиканской партии Герберт Гувер.
- 13 ноября — в Никарагуа под контролем морской пехоты США и центральной избирательной комиссии под председательством генерала Франка Маккоя (США) прошли президентские выборы. Победу одержал кандидат Либеральной партии генерал Хосе Мария Монкада[12].
- 14 ноября — на парламентских выборах в Новой Зеландии Объединённая (либеральная) партия во главе с Джозефом Уордом завоёвывает 25 мест, реформисты — 25 мест и лейбористы — 19 мест.
- 18 ноября — На экраны впервые вышел мультфильм с озвучкой — Пароходик Вилли
- 18 ноября — 23 декабря — визит Герберта Гувера в страны Латинской Америки.
- 30 ноября — Эмилио Портес Хиль принёс присягу в качестве временного президента Мексики.

### Декабрь

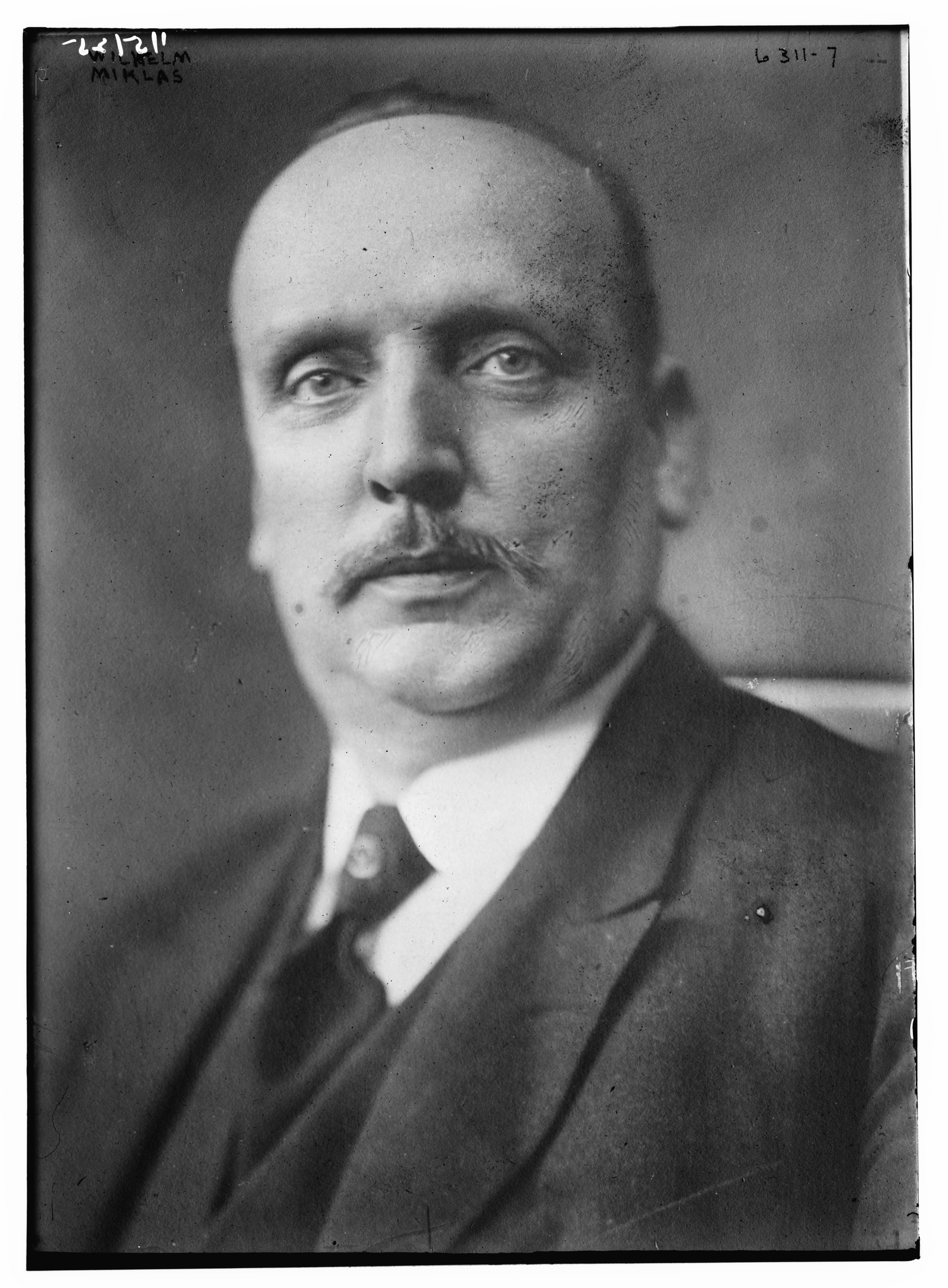
Президент Австрии Вильгельм Миклас

- Арест словацкого депутата, агитировавшего за присоединение Словакии к Венгрии, привёл к обострению обстановки в Чехословакии[источник не указан 2413 дней].
- 1 декабря — парламент Албании принял новую конституцию, в соответствии с которой Албания объявлялась «демократической, парламентарной и наследственной монархией».
- 4 декабря — Аугуст Рей стал государственным старейшиной Эстонской республики.
- 6 декабря — начало конфликта между Боливией и Парагваем 1928—1929 гг.
- 10 декабря — Вильгельм Миклас сменил Михаэля Хайниша на посту президента Австрии.
- 12 декабря — на парламентских выборах в Румынии победу одержала Национал-царанистская партия.
- 20 декабря — Великобритания заявила о признании правительства, сформированного сторонниками движения Гоминьдан в Нанкине.
- 22 декабря
  - Учреждён комитет во главе с американским финансистом Оуэном Д. Янгом для изучения вопроса о выплате Германией репараций.
  - Оскари Мантере возглавил правительство Финляндии.
- 24 декабря — Бенито Муссолини утвердил «Программу комплексной мелиорации земель»[13].
- 30 декабря — был открыт футбольный стадион «Балаидос» в испанском городе Виго.
- 31 декабря — Раймонд Пуанкаре совершил неудачную попытку уйти в отставку с поста премьер-министра Франции.

## Политика, право, экономика, общество
- Лига Наций делает попытку создать глобальную юридическую систему регулирования международных отношений путём принятия Генерального акта о мирном решении международных споров[источник не указан 2413 дней].
- В Италии по новому закону о процедуре парламентских выборов 13 государственных корпорации должны представить имена своих кандидатов Большому фашистскому совету, который сводит их в единые списки и выносит на суд избирателей.
- В СССР Сталин отказывается от НЭПа и вводит государственное планирование и распределение.
- На американской фондовой бирже отмечается тенденция к повышению курсов, поскольку частные лица и компании берут в долг деньги для приобретения акций.
- В Бразилии перепроизводство кофе вызывает резкое падение цен и экономический кризис.
- В Италии вводится золотой стандарт.
- В США Oscar Stanton De Priest становится первым чернокожим американцем, избранным в Сенат США, начиная со времён реконструкции Юга после Гражданской войны.
- Анкара, новая столица Турции, подвергается перепланировке при содействии немецкого инженера Х. Янсена.
- В США в Нью-Джерси началось строительство Рэдберна, города-сада на 25 тысяч жителей. От проекта пришлось отказаться после краха 1929 года. Было построено всего 1500 домов.
- В СССР проводится массовая ликвидация неграмотности взрослого населения путём введения обязательного начального образования.
- Британское военное министерство снимает пики с вооружения[источник не указан 2413 дней].
- Произведена первая партия стабилизированного, годного к продаже арахисового масла.
- В Гааге (Нидерланды) состоялась 13-я Международная конференция Красного Креста и Красного Полумесяца[14].

## Наука, техника, культура
- Физик-теоретик Поль Дирак предсказал существование антиматерии — «на кончике пера» он открыл антиэлектрон — позитрон.
- Первая в СССР демонстрация системы звуковой кинематографии, изобретённой А. Ф. Шориным.
- «Викинги» («Викерцы») Эвальда Аава, первая значительная эстонская опера.
- Первый трансатлантический перелёт с востока на запад осуществлён Г. Колем[нем.] и Дж. Фицморисом[англ.].
- Немецкие физики Х. Гейгер и В. Мюллер[нем.] улучшают конструкцию счётчика Гейгера.
- Определено строение тироксина.
- Первое применение аэрофотосъёмки в археологии[источник не указан 2647 дней].
- Начало археологических раскопок в Аньяне, которые показали, что Аньян, видимо, был столицей древнего государства династии Шан, существовавшего в середине II тысячелетия до н. э.[источник не указан 2647 дней]
- Джон Луги Байрд осуществляет трансатлантическую телевизионную передачу и знакомит Великобританию с цветным телевидением.

## Персоны года
Человек года по версии журнала Time — Уолтер Крайслер, американский автомобилестроитель, промышленник, основатель корпорации Крайслер.

## Родились
См. также: Категория:Родившиеся в 1928 году
- 14 января — Виталий Владимирович Журкин, политолог, академик АН СССР/РАН (ум. в 2025).
- 16 января — Борис Хазанов, российский писатель, диссидент (ум. в 2022).
- 18 января
  - Гомельский, Александр Яковлевич, советский баскетбольный тренер (ум. в 2005).
  - Францишек Печка, польский актёр театра и кино («Четыре танкиста и собака») (ум. в 2022).
- 22 января — Пётр Лукич Проскурин, советский русский писатель (ум. в 2001).
- 25 января — Эдуард Шеварднадзе, советский, грузинский политик (ум. в 2014).
- 26 января — Роже Вадим, французский режиссёр и сценарист (ум. в 2000).
- 8 февраля — Вячеслав Васильевич Тихонов, советский и российский актёр, народный артист СССР (1974) (ум. в 2009).
- 14 февраля — Сергей Петрович Капица, российский и советский учёный, телеведущий (ум. в 2012).
- 23 февраля — Галина Михайловна Савельева, акушер-гинеколог, академик РАН, Герой Труда РФ (2018) (ум. в 2022).
- 24 февраля — Майкл Харрингтон[англ.], североамериканский политический теоретик, профессор политологии, демократический социалист, активист, публицист, основатель организации Демократические социалисты Америки[15] (ум. в 1989).
- 25 февраля — Ким Николаевич Славин, советский художник-пейзажист (ум. в 1991).
- 26 февраля — Анатолий Филипченко, советский лётчик — космонавт № 19, дважды Герой Советского Союза (1969, 1974) (ум. в 2022).
- 27 февраля — Ариэль Шарон, израильский военный, политический и государственный деятель, премьер-министр Израиля в 2001 — 2006 годах (ум. в 2014).
- 7 марта — Владимир Алексеевич Чивилихин, русский советский писатель и публицист (ум. в 1984).
- 8 марта — Эфраим Севела, писатель (ум. в 2010).
- 14 марта — Фрэнк Борман, американский астронавт («Аполлон-8») (ум. в 2023).
- 15 марта — Леонид Андреевич Ильин, советский и российский учёный, специалист по радиационной гигиене, академик РАМН и РАН, Герой Социалистического Труда (ум. в 2023).
- 18 марта — Фидель Вальдос Рамос, президент Филиппин в 1992—1998 (ум. в 2022).
- 24 марта — Байрон Дженис, американский пианист (ум. в 2024).
- 25 марта
  - Александр Николаевич Каштанов, агроном, академик РАН (ум. в 2022).
  - Джеймс Артур Ловелл, американский астронавт («Джемини-7», «Джемини-12», «Аполлон-8», «Аполлон-13»), первый человек, слетавший в космос четырежды (ум. в 2025).
- 28 марта — Збигнев Казимеж Бжезинский, американский политолог (ум. в 2017).
- 30 марта — Робер Бадентер, французский адвокат и политик, министр юстиции Франции в 1981—1986, отменил смертную казнь и политические трибуналы (ум. в 2024).
- 1 апреля — Киёнори Кикутакэ, японский архитектор (ум. в 2011).
- 4 апреля — Аушра Аугустинавичюте, литовский экономист, социолог, психолог, одна из создателей соционики (ум. в 2005).
- 4 апреля
  - Элина Авраамовна Быстрицкая, советская и российская актриса театра и кино, народная артистка СССР (1978) (ум. в 2019).
  - Эстель Харрис, американская актриса (ум. в 2022).
- 6 апреля — Джеймс Дьюи Уотсон, американский биолог, лауреат Нобелевской премии 1962 г. за открытие структуры ДНК.
- 7 апреля — Джеймс Уайт, английский писатель (ум. в 1999).
- 8 апреля — братья Альгимантас Насвитис (ум. в 2018) и Витаутас Насвитис (ум. в 2016), литовские архитекторы.
- 12 апреля
  - Харди Крюгер, немецкий киноактёр (ум. в 2022).
  - Зураб Анджапаридзе, грузинский тенор (ум. в 1997).
- 17 апреля — Юрий Николаевич Соловьёв, советский и российский онколог, академик РАМН и РАН.
- 19 апреля — Ричард Гарвин, американский учёный, один из создателей водородной бомбы (ум. в 2025).
- 20 апреля — Чарльз Килинг, американский учёный, профессор океанографии. Известен по исследованиям, посвящённым концентрации углекислого газа в атмосфере, составленный им график называют кривой Килинга (ум. в 2005).
- 22 апреля — Владимир Николаевич Чернавин, советский военачальник, адмирал флота (1983), последний Главнокомандующий ВМФ СССР (1985—1992), Герой Советского Союза (1981) (ум. в 2023).
- 25 апреля — Юрий Васильевич Яковлев, советский и российский актёр театра и кино, народный артист СССР (1976) (ум. в 2013).
- 1 мая — Виталий Вячеславович Мельников, советский и российский кинорежиссёр и сценарист, народный артист РСФСР (1987) (ум. в 2022).
- 4 мая — Хосни Мубарак, 4-й президент Египта (ум. в 2020).
- 6 мая — Леонид Иосифович Футорянский, историк-краевед, Заслуженный деятель науки России (ум. в 2019).
- 10 мая — Арнольд Рюйтель, эстонский политический и государственный деятель, президент Эстонии (2001—2006) (ум. в 2024).
- 11 мая — Маргарет Керри, американская актриса и радиоведущая.
- 12 мая — Берт Бакарак, американский композитор и пианист (ум. в 2023).
- 13 мая — Николай Алексеевич Черёмухин, ликвидатор аварии на ЧАЭС, военный врач, один из ведущих организаторов спасательных мероприятий в зоне катастрофы на ЧАЭС (ум. в 2008).
- 29 мая — Николай Николаевич Галахов, русский советский живописец, заслуженный художник РСФСР (1988) (ум. в 2022).
- 4 июня — Тьен Фенг, гонконгский и тайваньский актёр кино, телевидения и театра (ум. 2015).
- 7 июня — Джеймс Айвори, американский режиссёр, сценарист и продюсер.
- 8 июня — Эдуард Яворский, советский и украинский музыковед и либреттист, заслуженный деятель искусств Украины (ум. в 2012).
- 9 июня — Кейт Вильгельм, американская писательница-фантаст (ум. в 2018).
- 13 июня — Джон Форбс Нэш, математик, лауреат Нобелевской премии по экономике за 1994 год (ум. в 2015).
- 14 июня — Эрнесто Че Гевара, латиноамериканский революционер (ум. в 1967).
- 19 июня
  - Евгений Шерстобитов, советский кинорежиссёр и сценарист, заслуженный деятель искусств Украинской ССР (1978) (ум. в 2008).
  - Нэнси Маршан, американская актриса театра, кино и телевидения (ум. в 2000).
- 20 июня
  - Эрик Долфи, альт-саксофонист, флейтист, бас-кларнетист, композитор, один из выдающихся новаторов современного джаза (ум. в 1964).
  - Жан-Мари Ле Пен, французский политический деятель, основатель и лидер Национального фронта в 1972—2011 годах. Отец французского политического деятеля Марин Ле Пен, (ум. в 2025).
- 25 июня — Алексей Алексеевич Абрикосов, советский и американский физик, лауреат Нобелевской премии по физике за 2003 год (ум. в 2017).
- 26 июня — Ёсиро Накамацу, японский изобретатель, рассчитывающий прожить до 144 лет.
- 30 июня — Карпек Курманов, киргизский учёный-юрист, основоположник советской школы по изучению наркомании как преступления (ум. в 2020).
- 2 июля
  - Виктор Калнберз, советский и латвийский хирург, первым в СССР провёл операцию по смене пола (ум. в 2021).
  - Татьяна Львовна Пилецкая, советская и российская актриса, народная артистка Российской Федерации (1999).
- 5 июля — Владимир Николаевич Топоров, русский филолог (ум. в 2005).
- 6 июля — Иосиф Исаевич Гительзон, советский и российский биофизик, академик АН СССР/РАН (ум. в 2022).
- 13 июля — Валентин Пикуль, советский исторический писатель (ум. в 1990).
- 14 июля — Нэнси Олсон, американская актриса.
- 16 июля
  - Роберт Шекли, американский писатель-фантаст (ум. в 2005).
  - Андрей Дементьев, советский и российский поэт (ум. в 2018).
- 4 августа — Кадар, Флора, венгерская актриса театра и кино (ум. в 2002).
- 14 августа — Лина Вертмюллер, итальянский кинорежиссёр (ум. в 2021).
- 16 августа — Энн Блит, американская киноактриса и певица.
- 18 августа — Владимир Мельников, советский конструктор вычислительной техники, академик (ум. в 1993).
- 22 августа
  - Николай Сергеевич Леонов, ветеран советской внешней разведки, генерал-лейтенант КГБ (ум. в 2022).
  - Карлхайнц Штокхаузен, немецкий композитор (ум. в 2007).
- 27 августа — Ян Захара, чехословацкий боксёр, тренер; олимпийский чемпион (1952) (ум. в 2025).
- 31 августа — Хайме Син, глава католической общины Филиппин, архиепископ Манилы, кардинал, сыграл влиятельную роль во время падения власти Фердинанда Маркоса (ум. в 2005).
- 1 сентября — Пётр Гаврилович Кипарисов, советский живописец и педагог (ум. в 1987).
- 4 сентября — Карлен Арамович Абгарян, армянский учёный (ум. в 1995).
- 6 сентября — Евгений Светланов, дирижёр, композитор пианист, народный артист СССР (1968) (ум. в 2002).
- 14 сентября — Матти Лоухивуори, финский певец (ум. в 1977).
- 4 октября — Элвин Тоффлер, американский философ, социолог и футуролог (ум. в 2016).
- 8 октября — Нина Сергеевна Исакова, русская певица, Народная артистка СССР (1981).
- 21 октября — Раднэр Зинятович Муратов, киноактёр (Василий Алибабаевич в фильме «Джентльмены удачи»), заслуженный артист РСФСР (1986) (ум. в 2004).
- 23 октября — Бэлла Дарви, французская актриса польского происхождения (ум. в 1971).
- 25 октября — Камо Серопович Демирчян, советский и российский учёный-энергетик, академик АН СССР (1984).
- 1 ноября — Андрей Иванович Воробьёв, первый министр здравоохранения Российской Федерации (ум. в 2020).
- 3 ноября — Осаму Тэдзука, японский мангака, аниматор (ум. в 1989).
- 10 ноября — Эннио Морриконе, итальянский композитор, аранжировщик, дирижёр (ум. 2020).
- 11 ноября — Анатолий Алексеевич Безуглов, юрист, писатель, сценарист, первый ведущий телепередачи «Человек и закон» (ум. в 2022).
- 20 ноября — Алексей Владимирович Баталов, советский и российский актёр и общественный деятель, народный артист СССР (1976) (ум. в 2017).
- 22 ноября — Николай Николаевич Добронравов, советский и российский поэт-песенник, актёр (ум. в 2023).
- 3 декабря — Николай Николаевич Пономарёв-Степной, советский и российский физик-ядерщик, академик АН СССР (1987).
- 7 декабря — Ноам Чомски, американский лингвист и анархо-синдикалист.
- 9 декабря — Марк Самойлович Дитковский, российский кинорежиссёр и сценарист (ум. в 2011).
- 12 декабря
  - Леонид Фёдорович Быков, советский режиссёр, сценарист, актёр, народный артист УССР (1974) (ум. в 1979).
  - Чингиз Айтматов, советский и киргизский писатель (ум. в 2008).
- 16 декабря — Филип К. Дик, американский писатель-фантаст, один из предшественников киберпанка (ум. в 1982).
- 17 декабря
  - Леонид Броневой, советский и российский актёр, народный артист СССР (1987) (ум. в 2017).
  - Нонна Бодрова, советская телеведущая (ум. в 2009).
- 23 декабря — Оганес Арутюнович Чекиджян, советский и армянский дирижёр и хормейстер, Народный артист СССР (1978), Национальный герой Армении.
- 25 декабря
  - Дик Миллер, американский актёр (ум. в 2019).
  - Ольга Николаевна Моисеева, русская балерина, Народная артистка СССР (1983) (ум. в 2021).
- 26 декабря — Мартин Купер, американский инженер, создал первый сотовый телефон.
- 31 декабря — Татьяна Шмыга, советская и российская певица, актриса оперетты, театра и кино, народная артистка СССР (1978) (ум. в 2011).

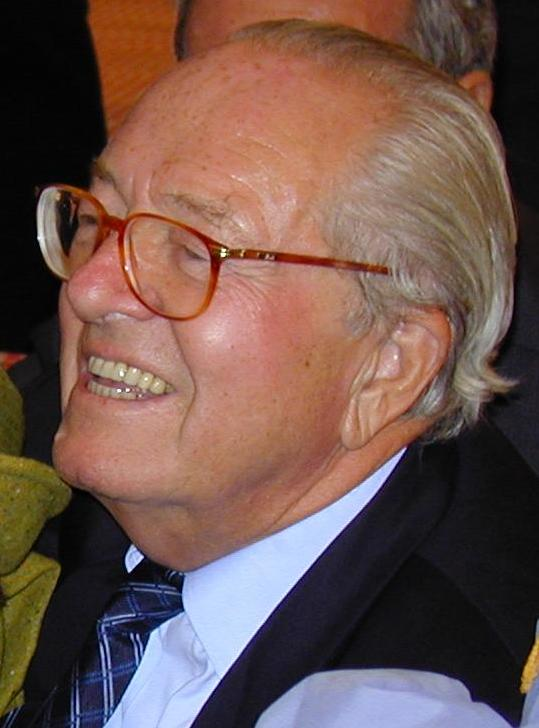
Жан-Мари Ле Пен
Че Гевара
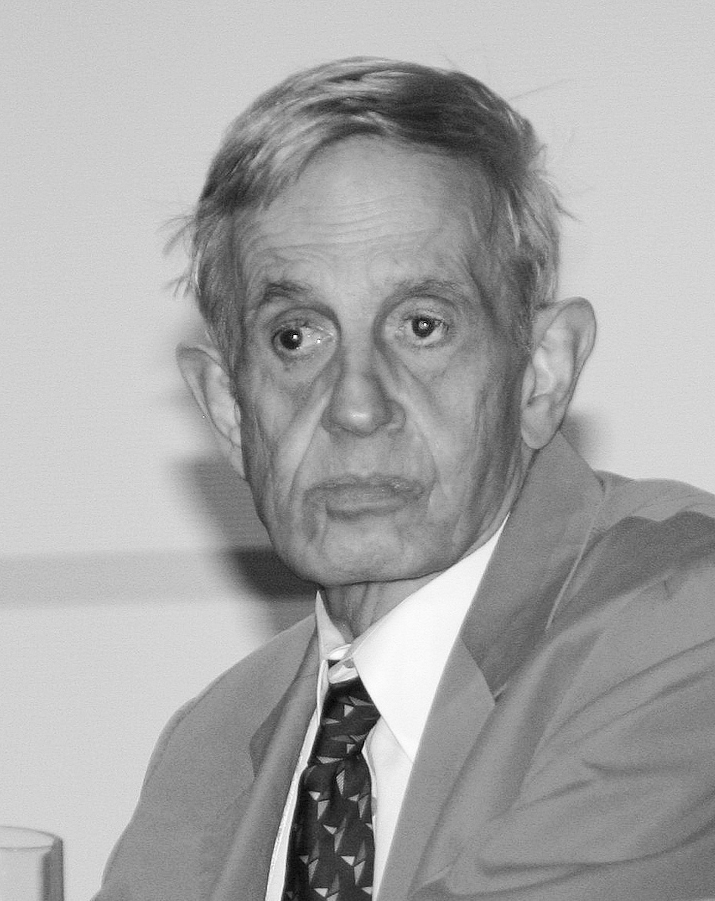
Джон Форбс Нэш
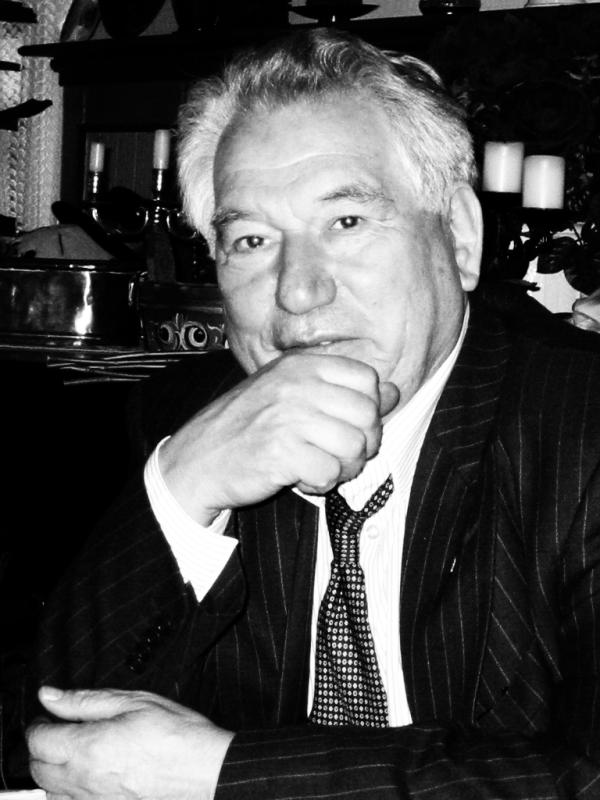
Чингиз Айтматов

## Скончались
См. также: Категория:Умершие в 1928 году
- 11 января — Томас Харди, английский писатель.
- 17 января — Нагида Руфь Лацарус, немецкая писательница[16]; жена писателя Макса Реми (нем. Max Remy; 1839—1881)[17], затем доктора философии Морица Лацаруса[18].
- 13 марта — Франц Алексеевич Рубо, русский художник.
- 24 марта — Вильгельм фон Урах, немецкий генерал, король Литвы в 1918 году (род. 1854).
- 7 апреля — Александр Александрович Богданов, известный советский учёный и политический деятель.
- 16 апреля — Павел Борисович Аксельрод, российский социал-демократ.
- 25 апреля — Пётр Николаевич Врангель, российский полководец.
- 8 мая — А. Д. Цюрупа, советский государственный деятель.
- 3 июня — Ли Юаньхун, китайский генерал и политический деятель, президент Китайской республики в 1916—1917 и 1922—1923 годах.
- 18 июня — Руаль Амундсен, первый человек на Южном полюсе.
- 13 октября - Мария Фёдоровна (жена Александра III)
- 17 декабря — Юлий Исаевич Айхенвальд, русский литературный критик.
- 23 декабря — маршал Луиджи Кадорна, итальянский военачальник, руководивший армией Италии в период Первой мировой войны (род. 1850).

## Нобелевские премии
- Физика — Оуэн Уильямс Ричардсон — «За работы по термионным исследованиям, и особенно за открытие закона, носящего его имя».
- Химия — Виндаус, Адольф Отто Рейнгольд
- Медицина и физиология — Николь, Шарль
- Литература — Сигрид Унсет — «За запоминающееся описание скандинавского средневековья».
- Премия мира — не присуждалась